# Rathakara Sutta
Rathakara Sutta är den femtonde sutran (pali sutta; sanskrit sutra) i den tredje boken Tika Nipāta ”Boken om tre” av Anguttara Nikaya. Sutran har också namnet Pacetana Sutta och brukar översättas "Stridsvagnstillverkaren".
Sutran baserar sig på berättelsen om kung Pacetana som rustade för krig och därför bad sin smed att förse hans stridsvagn med nya hjul. Berättelsen om hjulmakandet är en sedelärande historia om kvalitet.

## Dialogen i Rathakara Sutta[2][3]
Pacetana sa till sin smed:
Min stridsvagn kommer att behövas inom sex månader i det kommande kriget. Kan du göra ett par nya hjul till stridsvagnen? 
Ja, ers majestät, svarade smeden.
Och på sex månader minus sex dagar förfärdigade smeden det ena av hjulen. Kung Pacetana invände.
Striden kommer att ske om sex dagar. Kommer hjulparet verkligen att vara klart i tid? 
Ers majestät, på dessa sex månader minus sex dagar har jag tillverkat det ena hjulet. 
Men kan du tillverka det andra på sex dagar? 
Ja, ers majestät, svarade smeden.
Sedan smeden tillverkat det andra hjulet på sex dagar, tog han med sig hjulparet till kungen.
Här är ert nya hjulpar, ers majestät.
Vad är det då för skillnad mellan hjulen, undrade kung Pacetana. Jag ser ingen skillnad mellan hjulet som tillverkades på sex månader minus sex dagar och hjulet som tillverkades på sex dagar.
Det är en stor skillnad på hjulen, ers majestät, svarade smeden. Se här:”
Smeden tog hjulet som tillverkats på sex dagar och satte det i rullning. Det rullade iväg långt och tappade så småningom farten och kullrade omkull.
Sedan tog han hjulet som tillverkats på sex månader minus sex dagar och satte det i rörelse. Det rullade iväg långt, och faktiskt längre än det förra hjulet. Sedan stannade det, fortfarande stående i den riktning smeden hade sänt iväg det.
Hur förklarar du skillnaden, min gode smed, ville kung Pacetana veta.
Ers majestät, hjulet som tillverkats på sex dagar är fullt av felaktigheter, och därför håller det inte måttet.”
Men hjulet som jag tillverkade på sex månader minus sex dagar, har jag kunnat göra färdigt, så att det inte innehåller några felaktigheter. Därför går det i avsedd riktning, och behåller denna sedan det stannat av i sin rörelse. 
Utifrån denna dialog jämförde Buddha munkens och nunnans arbete för dhamma och disciplin. Buddha menade att detta på samma sätt kräver ett hårt arbete som inte alltid syns utanpå, men som ger en avgörande skillnad, som han uppmanade sina lärjungar att ge akt på.